# Tlayucan
Tlayucan é um filme de drama mexicano de 1962 dirigido e escrito por Luis Alcoriza. Foi indicado ao Oscar de melhor filme estrangeiro na edição de 1964, representando o México.

## Elenco
- Julio Aldama - Eufemio Zárate
- Norma Angélica - Chabela
- Andrés Soler - Don Carlos
- Anita Blanch - Prisca
- Noé Murayama - Matías
- Juan Carlos Ortiz - Nico
- Pancho Córdova - Sacristán
- Eric del Castillo - Doroteo
- Dolores Camarillo - Dolores
- Antonio Bravo - Doctor
- Amado Zumaya - Máximo
- Joaquín Martínez